# Legislative Council (Sankta Helena)

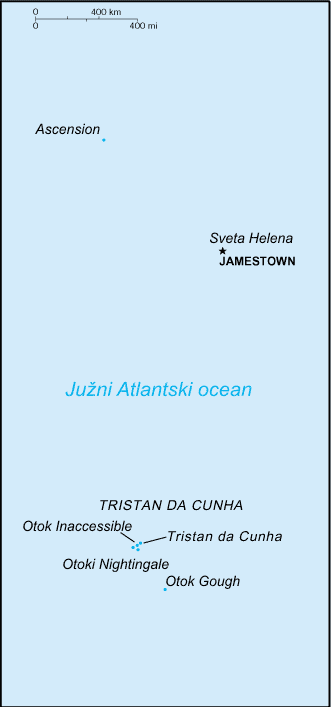
St Helena

St Helenas vapen

Legislative Council (engelska The Legislative Council of Saint Helena) är det lokala parlamentet i Sankta Helena, Ascension och Tristan da Cunha i södra Atlanten.

## Parlamentet
Legislative Council är ett enkammarparlament och har endast begränsad lagstiftande makt i St Helena.
Parlamentet har sitt säte i "Government Building" som ligger i Jamestown på ön St Helena .
Ascension saknar representant och styrs enbart genom en "Administrator" och Tristan da Cunha styrs genom en "Administrator" med hjälp av ett lokalt öråd om 8 ledamöter .

## Sammansättning
15 Members (ledamöter) valda på en fyraårsperiod. 3 ledamöter tillsätts och 12 ledamöter väljs i valkretsar där mandaten fördelar sig på:
- 2 ledamöter från Jamestowndistriktet
- 2 ledamöter från Half Tree Hollowdistriktet
- 2 ledamöter från St Pauldistriktet
- 1 ledamot från Levelwooddistriktet
- 2 ledamöter från Longwooddistriktet
- 1 ledamot från Alarm Forestdistriktet
- 1 ledamot från Blue Hilldistriktet
- 1 ledamot från Sandy Baydistriktet

Ledamöterna väljs genom personval då det inte finns några politiska partier i St Helena.
Talmannen kallas "Speaker".
Statschef är Charles III som dock representeras av en "Governor".

## Historia
1963 inrättades "Advisory council" efter en ändring i den lokala konstitutionen och samma år hölls de första valen i St Helena.
1966 omstrukturerades "Advisory council" så till den nuvarande "Legislative Council".
1988 utvidgades ansvarsområden efter att konstitutionen ändrades igen.
De senaste valen genomfördes 2005.